# Pilsensee
Der Pilsensee ist ein See im Fünfseenland in Oberbayern, der bei einer Länge von etwa 2,5 km und einer Breite von etwa 1 km eine maximale Tiefe von 17 Metern hat. Entstanden ist die Vertiefung in der Eiszeit durch den Isar-Loisach-Gletscher als Exaration eines Zweigbeckens. Nach dem Abschmelzen des Gletschers bildete sich zunächst eine gemeinsame Seefläche mit dem Ammersee.

## Geschichte
Bereits im Würmspätglazial begann die Trennung der damals noch zusammenhängenden Seen. Durch die Schüttung des Kienbach-Schwemmfächers, auf dem Herrsching liegt, verengte sich die Verbindung, so dass ein eigener See entstand. Die ehemalige Verbindung verlandete und es entstand das südwestlich gelegene Herrschinger Moos. Ammersee und Pilsensee sind heute vollständig voneinander getrennt.
Der Wasserspiegel des Pilsensees liegt ca. 1,2 Meter über dem des Ammersees, in den er in südwestlicher Richtung über den Fischbach entwässert. Die Zuflüsse des Pilsensees haben ein Einzugsgebiet von insgesamt 56 km². Die im Jahr durchschnittlich zufließende Wassermenge ist größer als die im See enthaltene, entsprechend hoch der Austausch.
Orte am Seeufer sind Seefeld, Hechendorf und Widdersberg. Oberhalb des Pilsensees liegt Schloss Seefeld, in dem die Grafen von Toerring wohnten, die viele Jahrhunderte lang Herren über das umliegende Gebiet waren. Der Pilsensee befindet sich heute noch im Privateigentum des Grafen zu Toerring-Jettenbach.
Im September 2024 wurde ein 2,51 m langer und 94 Kilogramm schwerer Waller geangelt. Dieses Wachstum wird durch den Klimawandel befördert und vermutlich befinden sich noch mehr Waller dieser Größe im See.

## Bilder

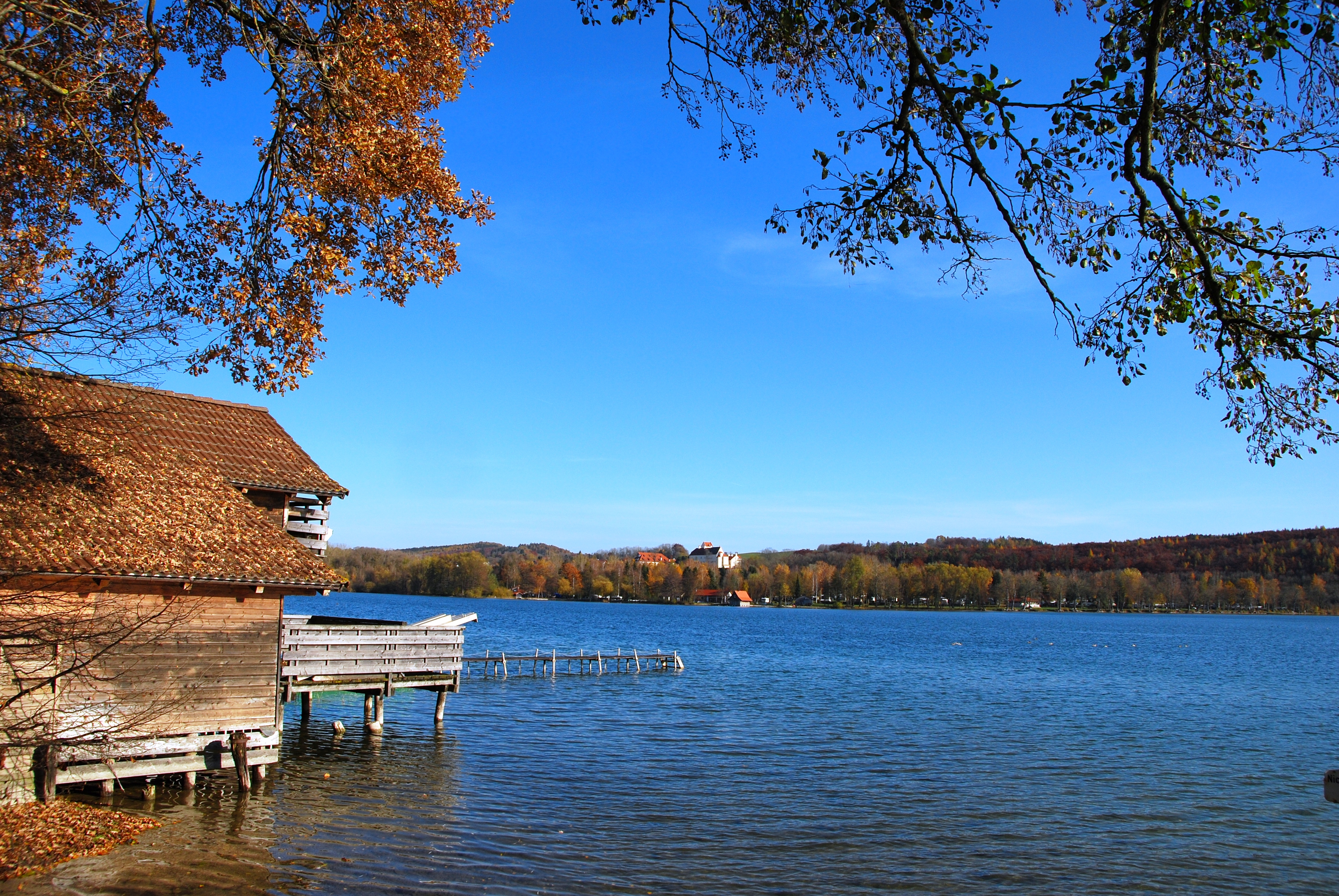
Blick von Hechendorf auf Seefeld am Ostufer
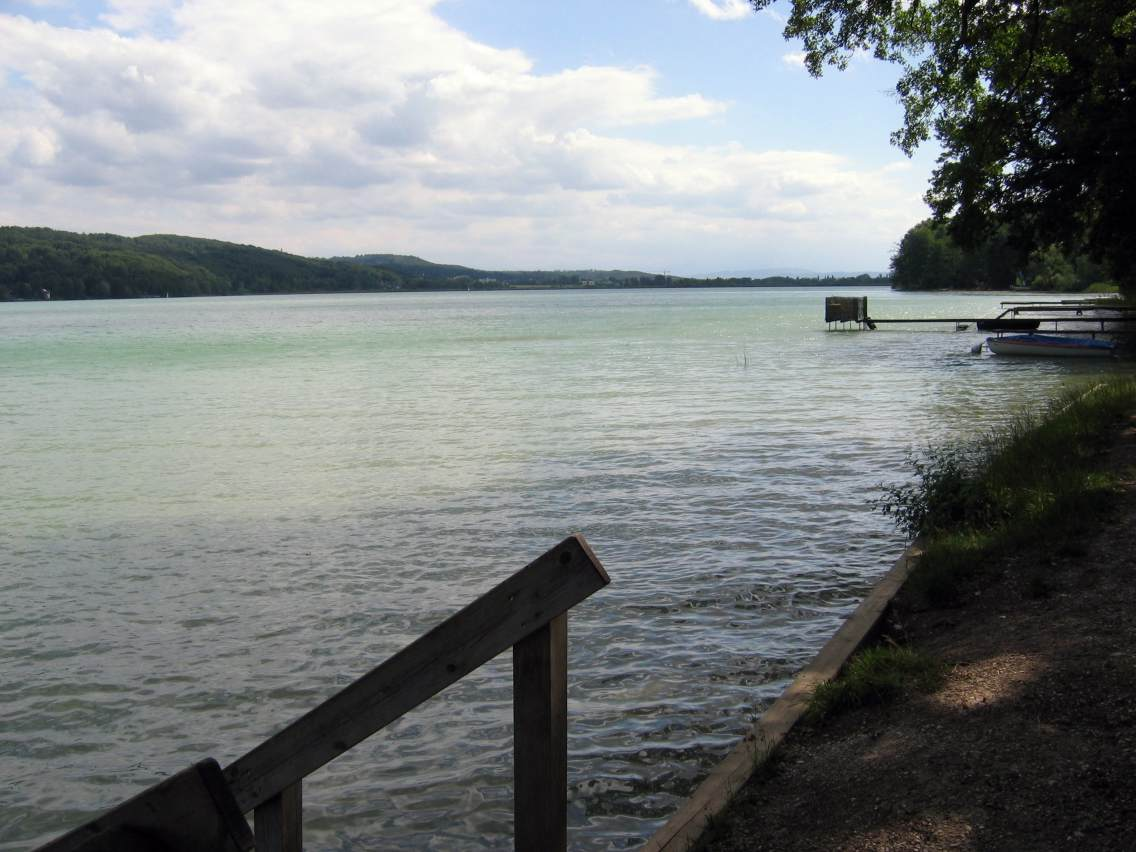
Blick vom Strandbad Hechendorf nach Süden
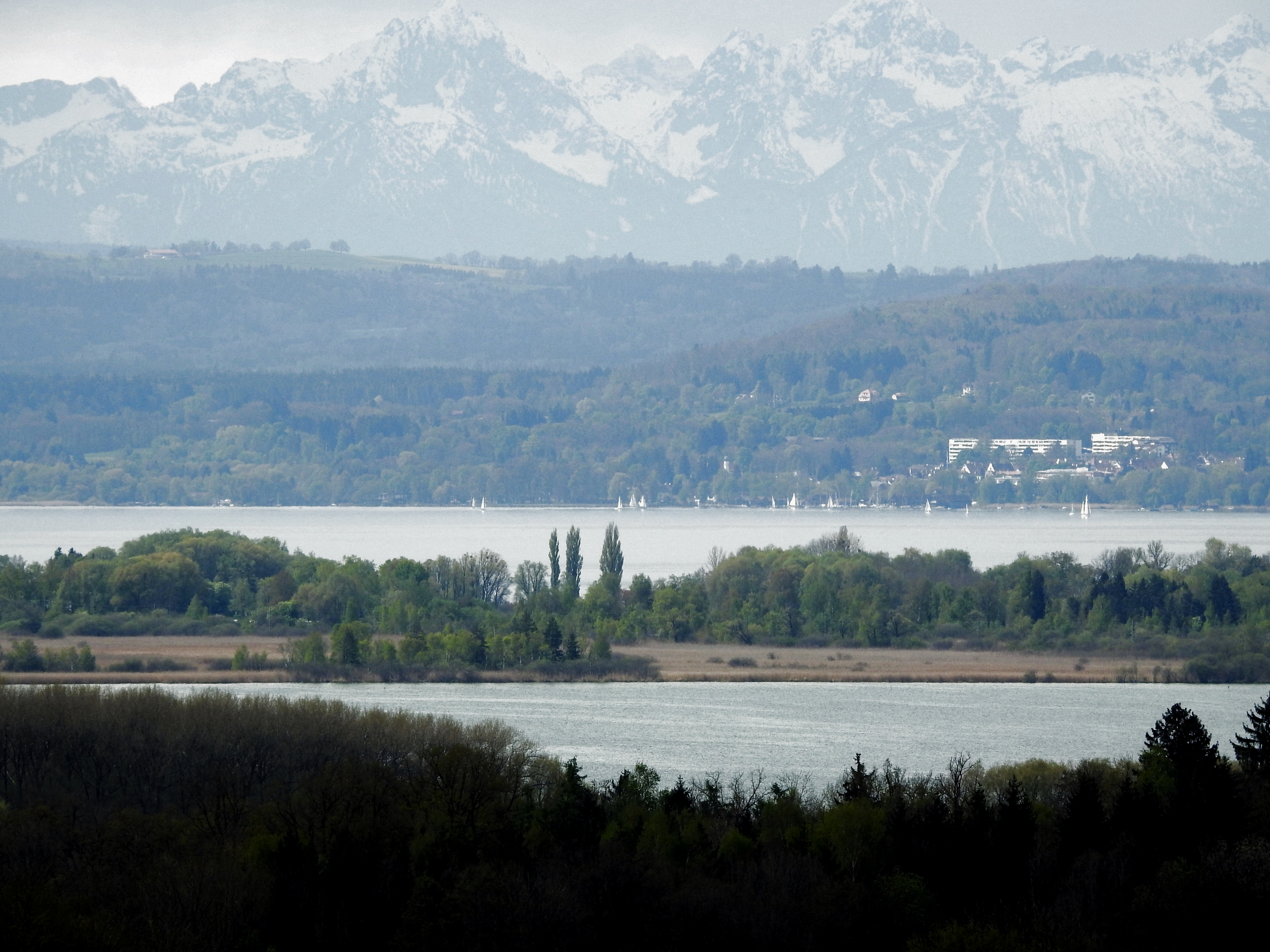
Blick über Pilsensee, Herrschinger Moos und Ammersee auf die Ammergauer Alpen
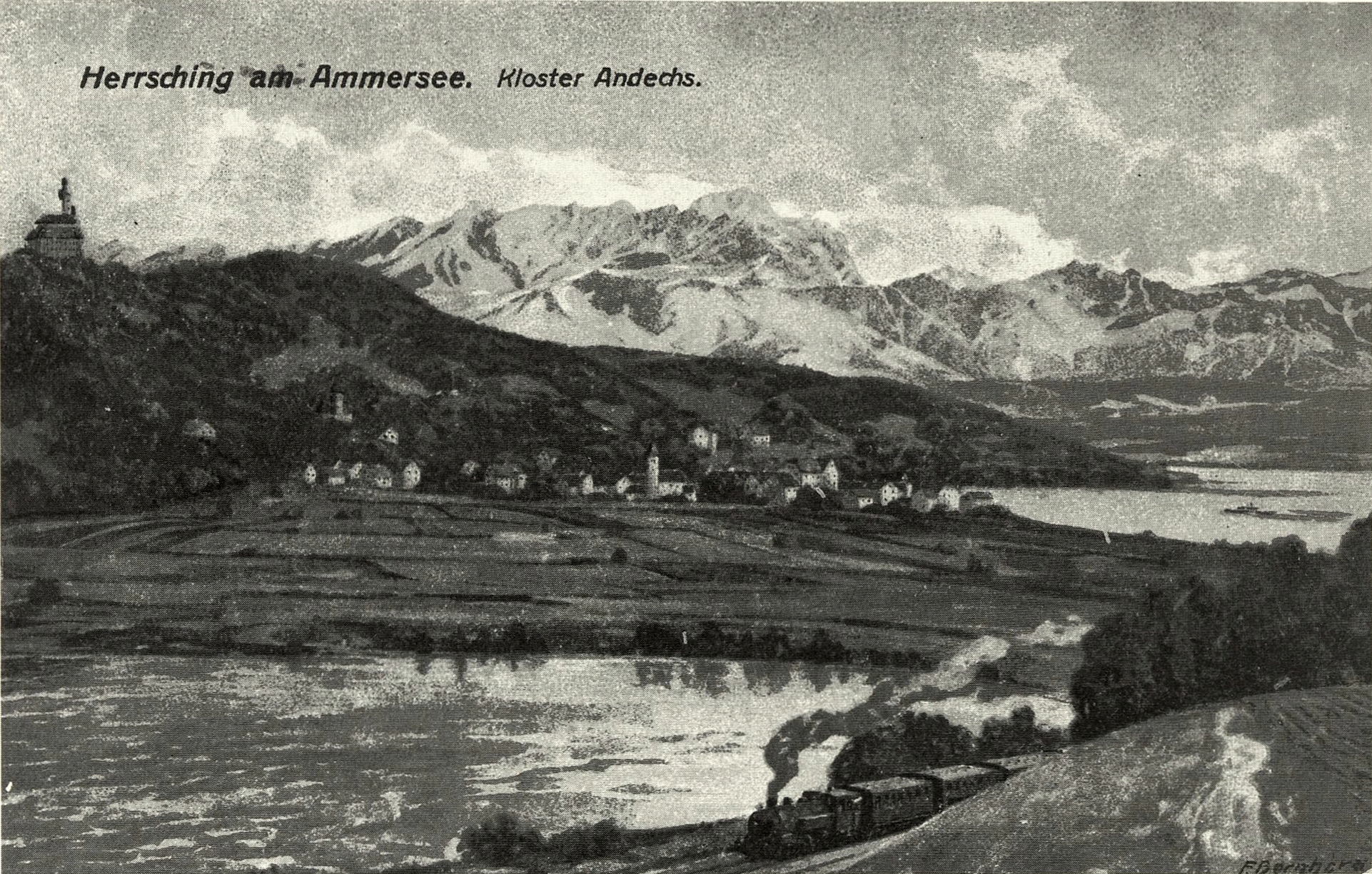
Postkartenansicht von 1905, im Vordergrund links der Pilsensee, in Bildmitte Herrsching